# Coming Home (utwór muzyczny Firelight)
Coming Home – utwór maltańskiego zespołu muzycznego Firelight, wydany w 2014 i umieszczony na debiutanckim albumie studyjnym zespołu pt. Backdrop of Life (2014). Piosenkę napisał Richard Micallef, lider i wokalista zespołu.
W grudniu 2013 utwór został zakwalifikowany do stawki konkursowej programu Malta Eurovision Song Contest 2014 jako jedna z 20 propozycji wyłonionych przez przedstawicieli stacji PBS spośród 210 nadesłanych zgłoszeń. Utwór został zakwalifikowany do finału selekcji odbywającego się 8 lutego 2014, w którym wygrał, zdobywszy 63 punkty w głosowaniu jurorów i telewidzów, dzięki czemu został propozycją reprezentującą Maltę podczas 59. Konkursu Piosenki Eurowizji organizowanego w Kopenhadze. W maju został zaprezentowany w drugim półfinale konkursu i z dziewiątego miejsca awansował do finału, w którym zajął 23. miejsce, w tym 24. miejsce w głosowaniu telewidzów (17 pkt) i szóste w typowaniach komisji jurorskich (119 pkt).

## Lista utworów
CD single
1. „Coming Home”	– 3:00
2. „Coming Home” (Instrumental Version) – 3:00
3. „Coming Home” (Karaoke Version) – 2:58

## Notowania na listach przebojów
| Kraj            | Lista (2014)    | Najwyższe miejsce |
| --------------- | --------------- | ----------------- |
| Austria         | Singles Top 75  | 50                |
| Szwajcaria      | Singles Top 75  | 58                |
| Wielka Brytania | Singles Top 100 | 82                |
| Irlandia        | Singles Top 100 | 93                |